# 阿纳斯塔西娅·塔塔列娃
阿纳斯塔西娅·阿列克谢耶芙娜·塔塔列娃（俄语：Анастасия Алексеевна Татарева，1997年7月19日—），俄罗斯艺术体操运动员，2016年夏季奥运会集体全能金牌得主、2020年夏季奥运会集体全能银牌得主。